# République de Papouasie occidentale
République de Papouasie occidentale
(id) Republik Papua Barat
La République de Papouasie occidentale est un ancien État, ainsi qu'un potentiel futur État, qui s'étend sur la partie Nouvelle-Guinée occidentale. La région est revendiquée par l'Indonésie et est occupée par celle-ci depuis le 1er mai 1963, sous plusieurs noms successifs d'Irian occidental, Irian Jaya et Papouasie. Aujourd'hui, la région est divisée en six provinces indonésiennes de Papouasie, Papouasie centrale, Papouasie des hautes terres, Papouasie méridionale, Papouasie occidentale et Papouasie du Sud-Ouest.

## Histoire

### Colonisation néerlandaise

Blason de la Nouvelle-Guinée néerlandaise

La région est anciennement une colonie des Pays-Bas, faisant partie des Indes orientales néerlandaises. En 1949, elle est connue sous le nom de Nouvelle-Guinée néerlandaise. Les Néerlandais prévoient de se retirer en 1970 et commencent la « papouanisation » de la région, pour préparer l'indépendance de celle-ci. En février 1961, les Pays-Bas organisent ainsi des élections pour élire un Conseil de la Nouvelle-Guinée, organe représentatif papou chargé de conseiller le gouverneur néerlandais. Le Conseil charge un comité national de préparer un manifeste politique pour le futur État. Le 1er décembre 1961, une cérémonie de lever du drapeau de l'Étoile du matin est organisée devant le bâtiment du Conseil, en présence du gouverneur. Les symboles proposés pour ce nouvel État sont l'hymne national Hai Tanahku Papua, le blason avec les oiseaux de paradis, et le nom de Papouasie occidentale (« Papua Barat »). Les Néerlandais acceptent l'essentiel du manifeste.

### Proclamations d'indépendance
Le 1er juillet 1971, le brigadier général Seth Jafeth Rumkorem, chef du mouvement indépendantiste, l'Organisation pour une Papouasie libre (en indonésien : Organisasi Papua Merdeka, (OPM)), proclame unilatéralement la République de Papouasie occidentale en tant que démocratie indépendante. Le drapeau de l'Étoile du matin est déclaré drapeau national.
Le 14 décembre 1988, Thomas Wainggai proclame la République de Mélanésie occidentale, utilisant ainsi l'identité mélanésienne du peuple papou pour changer le nom de la République,. Il lève un drapeau comportant 14 étoiles et trois barres de couleur noire, rouge et blanche. Il est arrêté par la police et meurt plus tard en prison dans des circonstances suspectes.
Vanuatu et les Îles Salomon souscrivent à la proposition de création d'un nouvel État indépendant. Le Parlement du Vanuatu adopte en 2010 le projet de loi Wantok Blong Yumi, déclarant officiellement que la politique étrangère du Vanuatu vise à soutenir l'indépendance de la Papouasie occidentale,,. Le Parlement de Vanuatu soumet ainsi une demande au Forum des îles du Pacifique pour que la Papouasie occidentale obtienne le statut d'observateur auprès du Groupe mélanésien Fer de lance,,.
Le 19 octobre 2011, Forkorus Yoboisembut, chef de l'Autorité nationale de Papouasie occidentale (WPNA), proclame la République fédérale de Papouasie occidentale (indonésien : Negara Republik Federal Papua Barat (NRFPB)) avec le pigeon Mambruk comme symbole de l'État.
En décembre 2014, tous les groupes indépendantistes papous se réunissent au sein d'une organisation unique, le Mouvement uni pour la libération de la Papouasie occidentale,.
Le 9 novembre 2017, l'aile armée de l'OPM, l'Armée de libération nationale de Papouasie occidentale (TPN-OPM), prend le contrôle des villages de Kimberly et de Banti près de la mine de Grasberg. Ces villages sont repris par les Forces armées indonésiennes 8 jours plus tard,,.
Le 1er décembre 2020, le Mouvement uni pour la libération de la Papouasie occidentale adopte une « Constitution provisoire » pour la « future République de Papouasie occidentale » et fait de Benny Wenda le président d'un « gouvernement provisoire » du pays. Le gouvernement, devant se constituer durant les premiers mois de l'année 2021, vise à obtenir un référendum d'autodétermination, à la suite duquel il souhaite organiser des élections pour faire du pays « le premier État vert au monde et un modèle de droits de l'homme – à l'opposé des décennies de colonisation indonésienne sanglantes ». Les autorités indonésiennes déclarent « illégitime » ce début de gouvernement papou,.
En novembre 2023, le premier congrès du Mouvement uni pour la libération de la Papouasie occidentale, rassemblant quelque 5 000 Papous à Jayapura, confirme Benny Wenda en sa qualité de président du gouvernement provisoire, avec Edison Waromi comme Premier ministre,.